# 배속빗근
배속빗근(abdominal internal oblique muscle, 또는 internal oblique muscle, interior oblique), 또는 내복사근(內腹斜筋)은 배바깥빗근 아래, 배가로근 바로 위에 놓여 있는 배벽의 복근이다.

## 구조
배속빗근의 섬유는 허리의 등허리근막, 엉덩뼈능선의 앞쪽 2/3(엉덩뼈의 윗부분), 고샅인대의 가쪽 절반에서 시작하여 배바깥빗근에 수직 방향으로 주행한다. 근육 섬유는 이 지점에서 위안쪽(정중선을 향하며 위쪽)으로 향하여 10번-12번 갈비뼈와 백색선의 아래쪽 경계에 있는 근육의 닿는곳까지 이어진다.
남성의 경우 고환올림근도 배속빗근에 붙어 있다.

### 신경 분포
엉덩아랫배신경, 엉덩고샅신경, 아래쪽 갈비사이신경이 배속빗근에 분포한다.

## 기능
배속빗근은 두 가지 주요 기능을 수행한다. 첫째, 호흡을 보조하는 근육으로서 가로막의 길항근으로 작용하여 숨을 내쉴 때 가슴안의 부피를 줄이는 것을 돕는다. 가로막이 수축하면 가슴안의 아래쪽 벽이 아래로 당겨지고 폐의 부피가 증가하고, 들숨이 일어나며 공기로 채워진다. 반대로 배속빗근이 수축하면 배의 장기를 압박하여 가로막 쪽으로 밀어 올린다. 가로막이 다시 가슴안 쪽으로 들어가면 공기로 채워진 폐의 부피를 감소시켜 강한 날숨이 일어난다.
둘째, 배속빗근이 수축하면 같은 쪽으로의 회전과 측면 굽힘을 일으킨다. 반대쪽의 배바깥빗근과 함께 작용하면 몸을 비트는 움직임을 할 수 있다. 예를 들어, 오른쪽 배속빗근과 왼쪽 배바깥빗근이 작용하면 몸통이 구부러지고 회전하여 왼쪽 어깨가 오른쪽 엉덩이 쪽으로 가게 된다.

## 추가 이미지

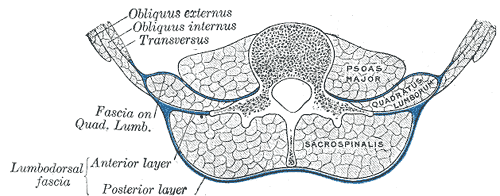
허리의 근막을 보여주는 뒤배벽의 횡단면.
배곧은근집의 모식도.
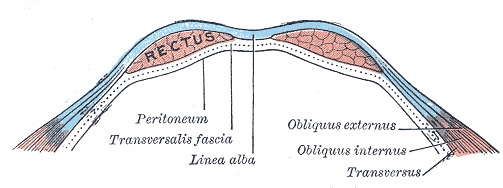
배곧은근집 활꼴선 아래의 앞배벽 횡단면.
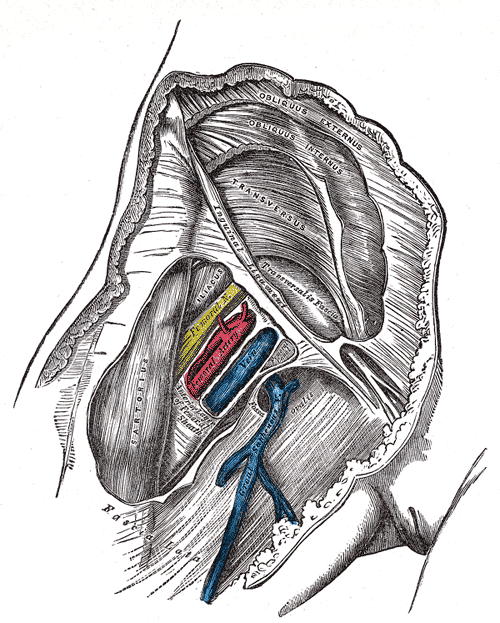
세 개로 나누어진 칸이 보이는 넙다리혈관집.
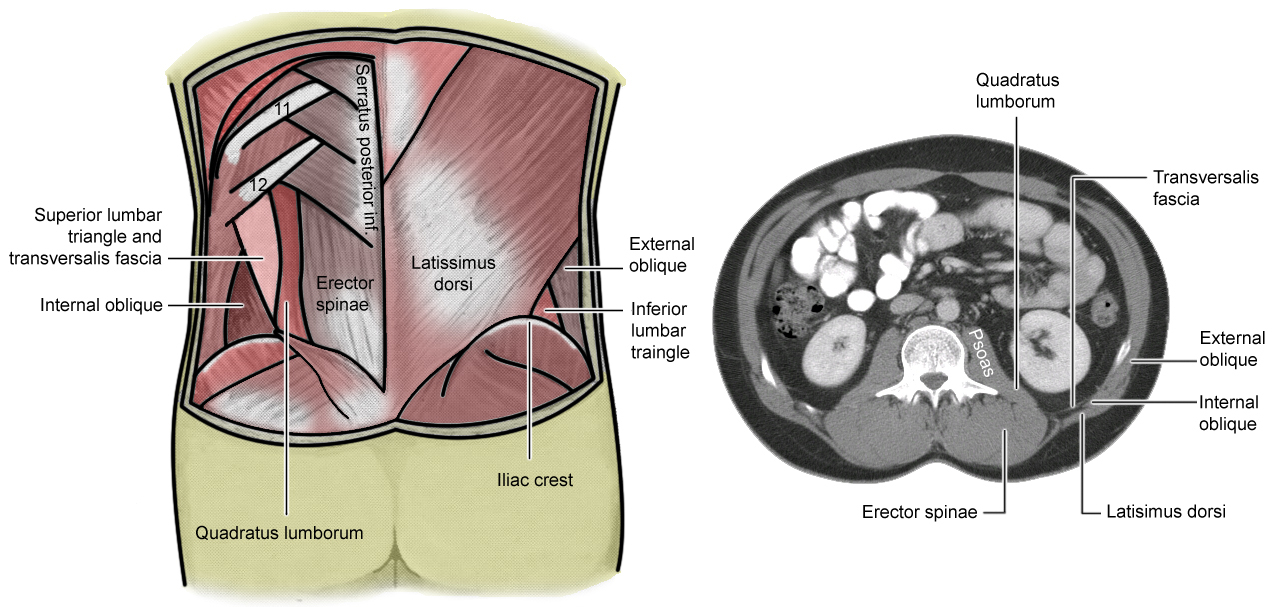
허리삼각.
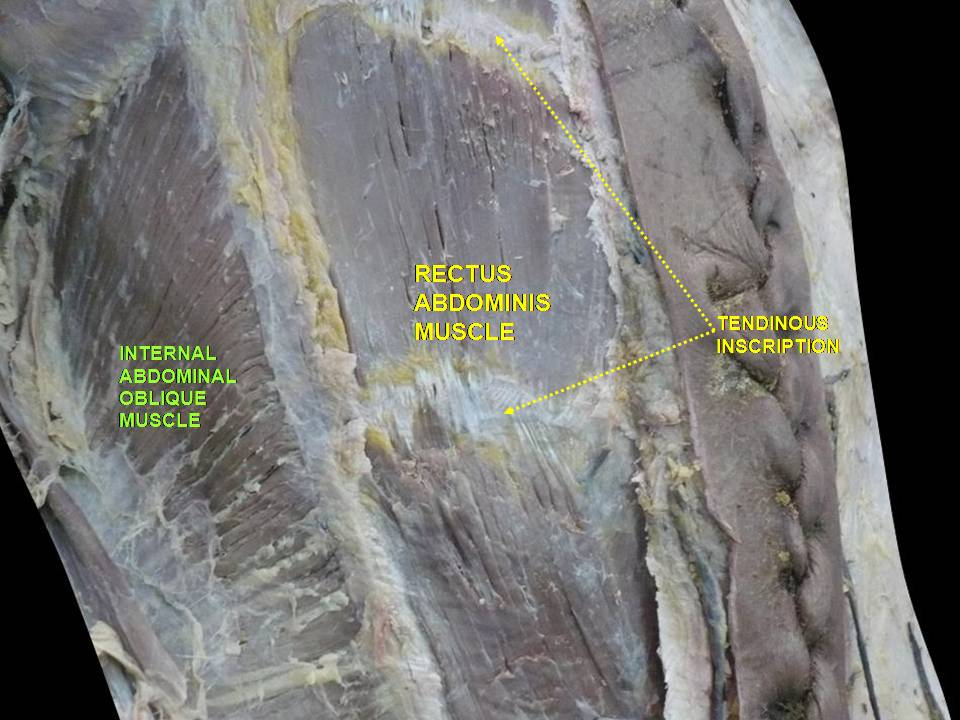
앞배벽 깊은 해부. 배속빗근이 표시되어 있다.

## 같이 보기
- 배바깥빗근
- 복근운동

## 참고 문헌
- Moore, Keith L; & Dalley Arthur R (2006). Clinically Oriented Anatomy (5th ed.). Lippincott Williams and Wilkins. ISBN 0-7817-3639-0.
- Abdominal, unm.edu